# Mannebach (bei Saarburg)
Mannebach ist eine Ortsgemeinde im Landkreis Trier-Saarburg in Rheinland-Pfalz. Sie gehört der Verbandsgemeinde Saarburg-Kell an.

## Geographie
Die Ortsgemeinde Mannebach ist ein am gleichnamigen Bach gelegenes Dorf mit dem Ortsteil Kümmern am oberen Berghang. Zur Gemeinde gehören zudem die Wohnplätze Mannebachermühle, Riedhof und Im alten Garten. Der Ort ist noch weitgehend von der Landwirtschaft geprägt und gehört landschaftlich zum Saargau.

## Geschichte
Vorgeschichtlich sind steinzeitliche Siedlungs- und Werkplätze erwähnenswert. Durch die unmittelbare Lage an der Römerstraße Trier-Metz sind auch Spuren römischer Besiedlung nachweisbar.
Am 18. Juli 1946 wurde Mannebach gemeinsam mit weiteren 80 Gemeinden der Landkreise Trier und Saarburg dem im Februar 1946 von der übrigen französischen Besatzungszone abgetrennten Saargebiet angegliedert, das zu der Zeit nicht mehr dem Alliierten Kontrollrat unterstand. Am 6. Juni 1947 wurde diese territoriale Ausgliederung bis auf 21 Gemeinden wieder zurückgenommen, damit kam Mannebach an das 1946 neugebildete Land Rheinland-Pfalz.

## Politik

### Gemeinderat
Der Ortsgemeinderat in Mannebach besteht aus acht Ratsmitgliedern, die bei der Kommunalwahl am 9. Juni 2024 in einer Mehrheitswahl gewählt wurden, und dem ehrenamtlichen Ortsbürgermeister als Vorsitzendem.

### Ortsbürgermeister
Thomas Lellig wurde am 25. Juni 2019 Ortsbürgermeister von Mannebach. Bei der Direktwahl am 26. Mai 2019 war er mit einem Stimmenanteil von 79,74 % gewählt worden. Bei der Direktwahl am 9. Juni 2024 wurde er als einziger Bewerber mit 65,6 % für weitere fünf Jahre wiedergewählt.
Lelligs Vorgänger Bernd Gard hatte das Amt von 2009 bis 2019 ausgeübt.

## Bauwerke
Die den Ort überragende und restaurierte katholische Pfarrkirche St. Anna wurde 1852/53 von dem Baumeister Alexius Faure aus Saarburg erbaut.

## Infrastruktur
Umgeben von einer Landschaft aus Wäldern, Wiesen und Auen, bietet der Ort Einwohnern und Besuchern vielseitige Möglichkeiten zum Wandern und Erholen. Für Radfahrer ist Mannebach durch einen im Bachtal und am Waldrand ausgebauten Radweg aus Richtung Konz/Tawern zu erreichen. Mannebach liegt unmittelbar am historischen Jakobus-Pilgerweg nach Santiago de Compostela und ist an die Viezstraße angeschlossen.
Im Ort befindet sich das Mannebacher Brauhaus mit Gasthof, Biergarten und Hotel.
Die Gemeinde Mannebach verfügt über ein Bürgerhaus mit Jugendraum, eine Rasensportanlage, zwei Kinderspielplätze und eine  Grillhütte, die für Veranstaltungen vermietet wird.

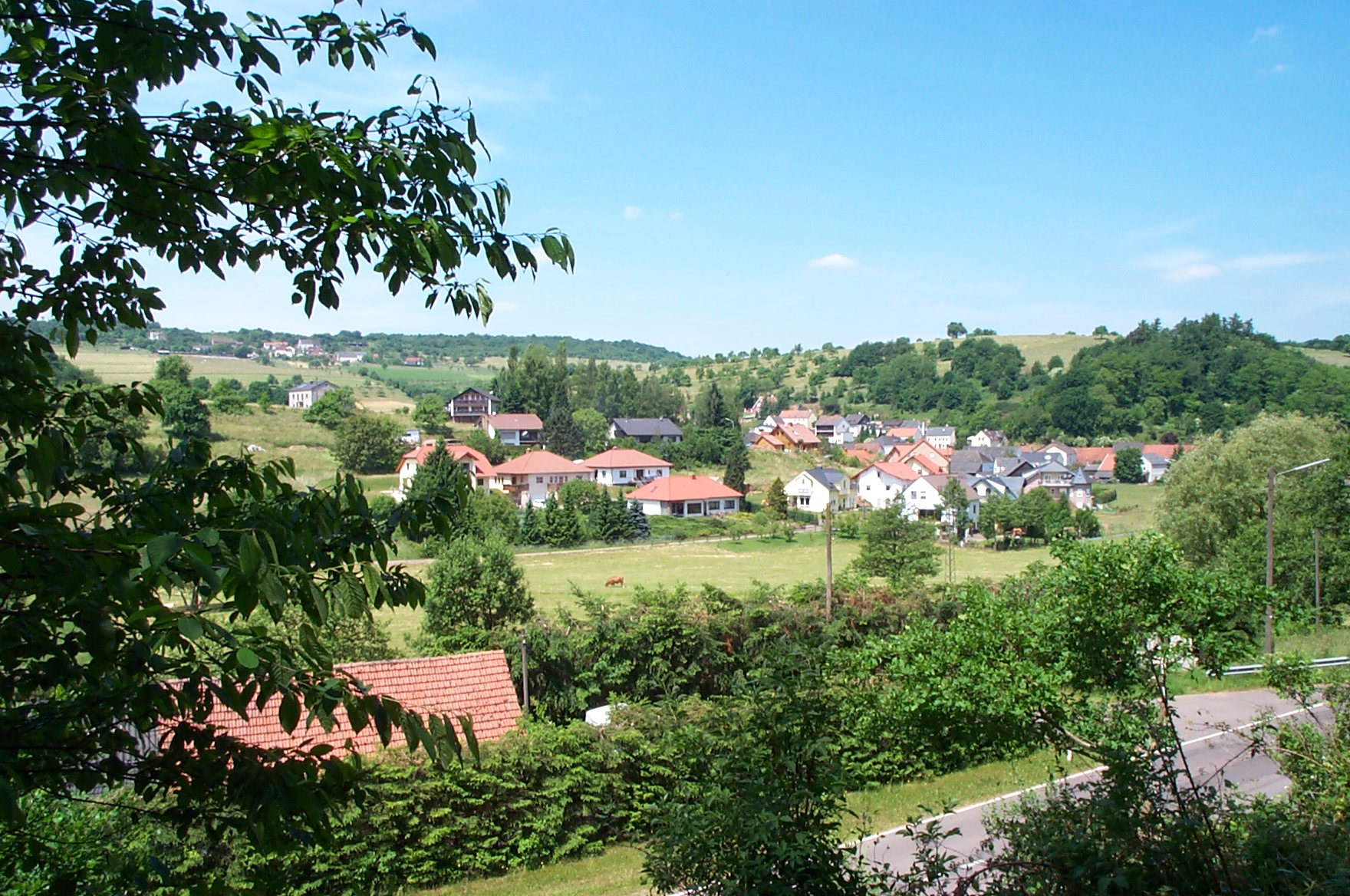
Ortslage Mannebach
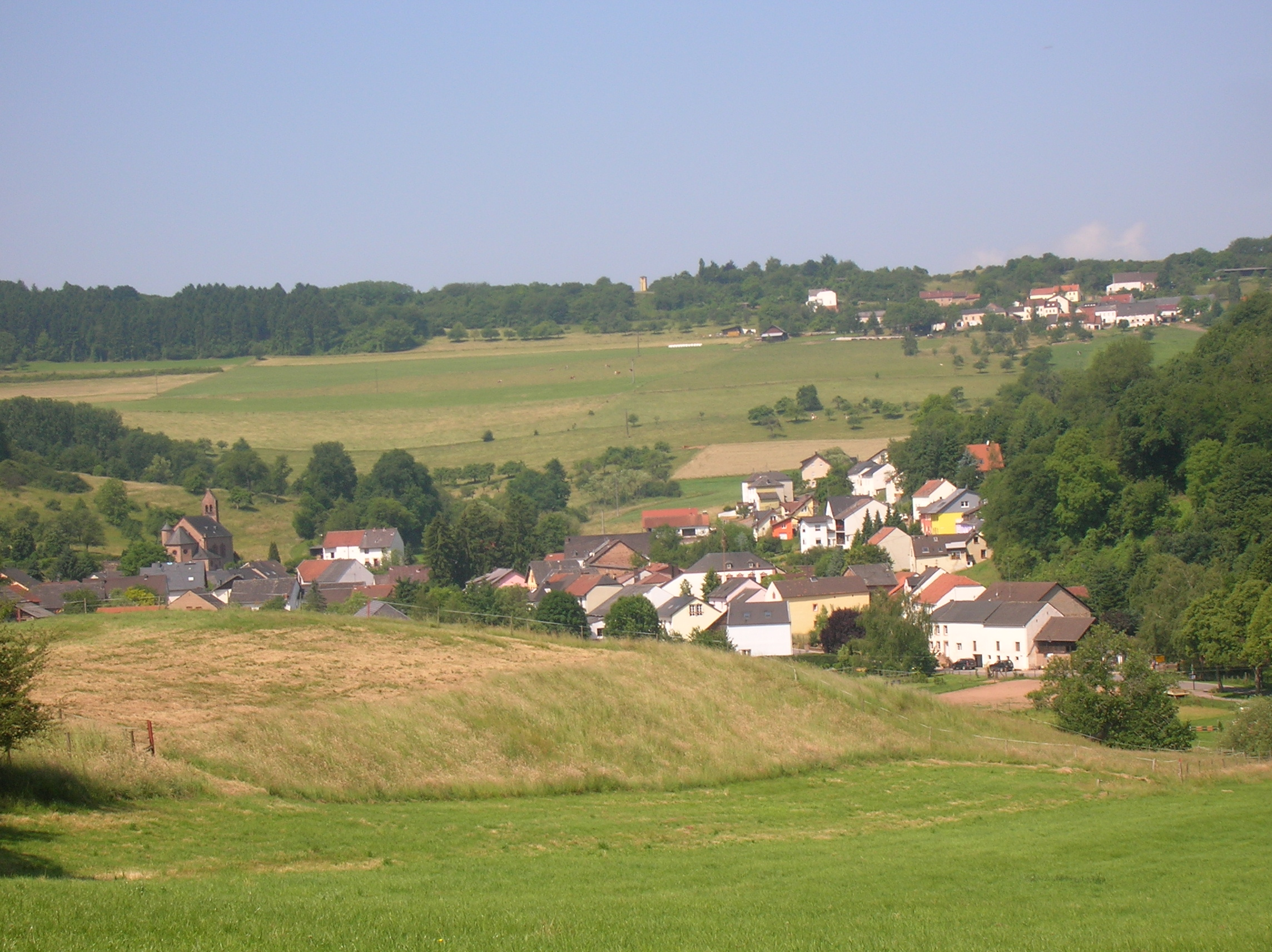
Ortslage Mannebach, im Hintergrund der Ortsteil Kümmern
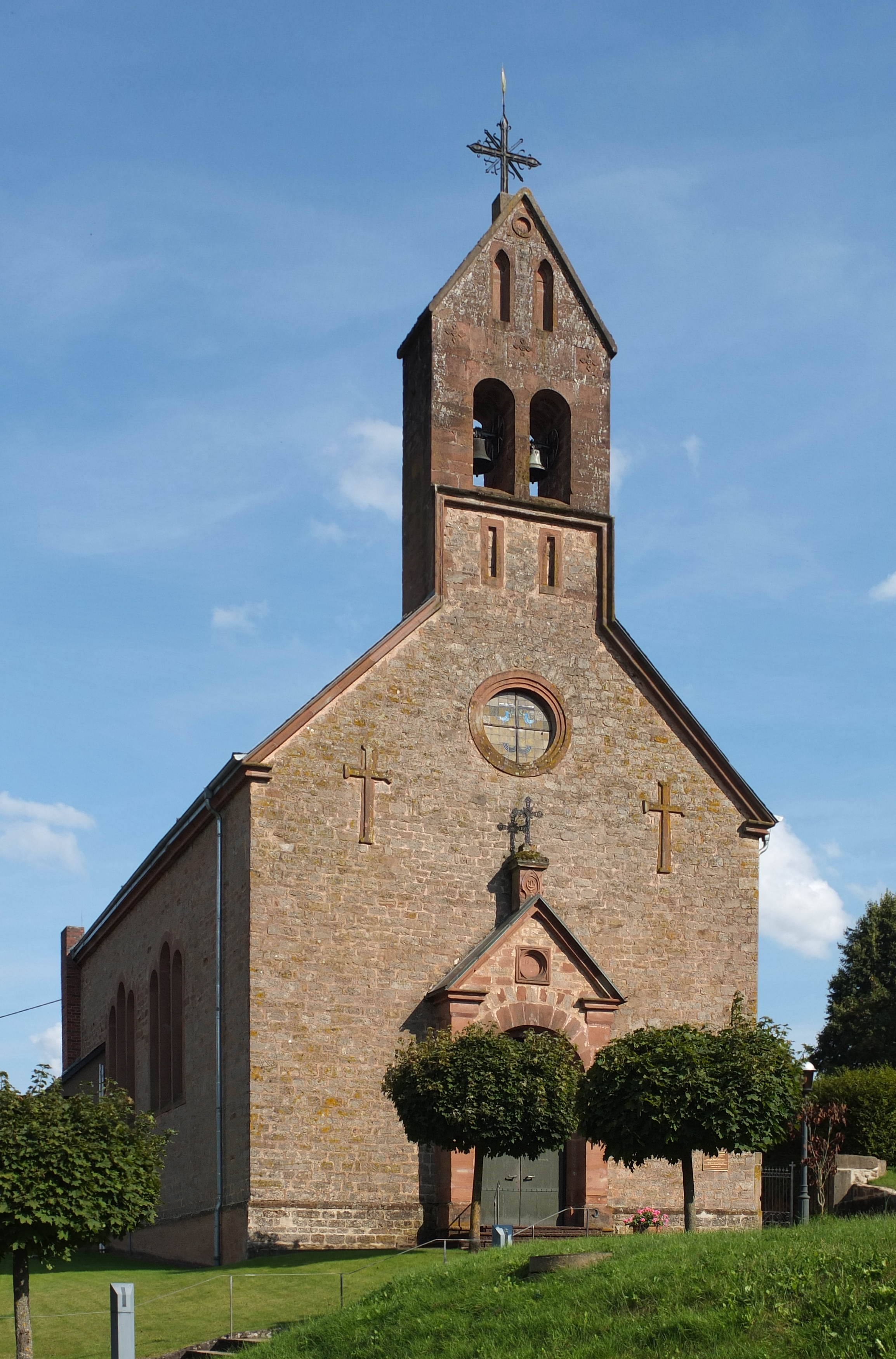
Kath. Pfarrkirche St. Anna, Mannebach
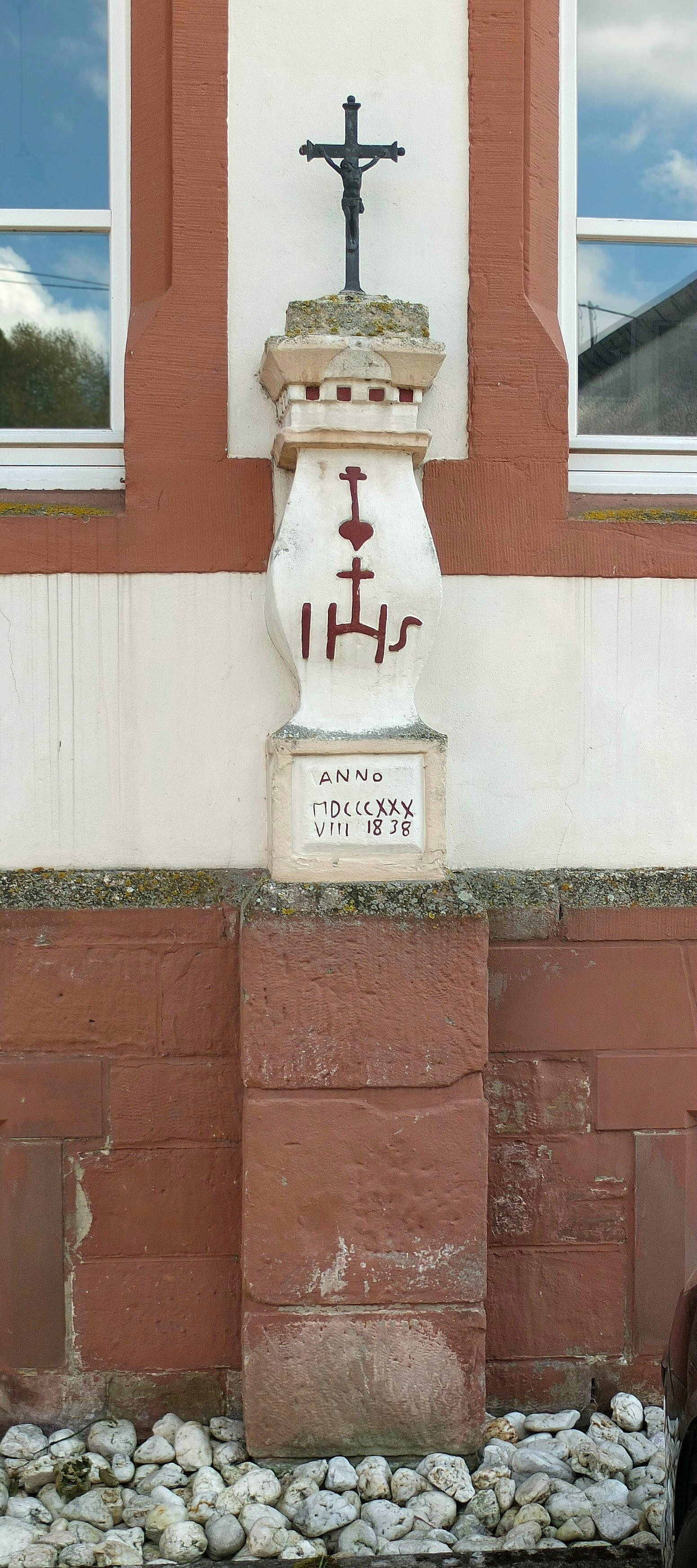
Wegekreuz (1838), Schulstr. 2
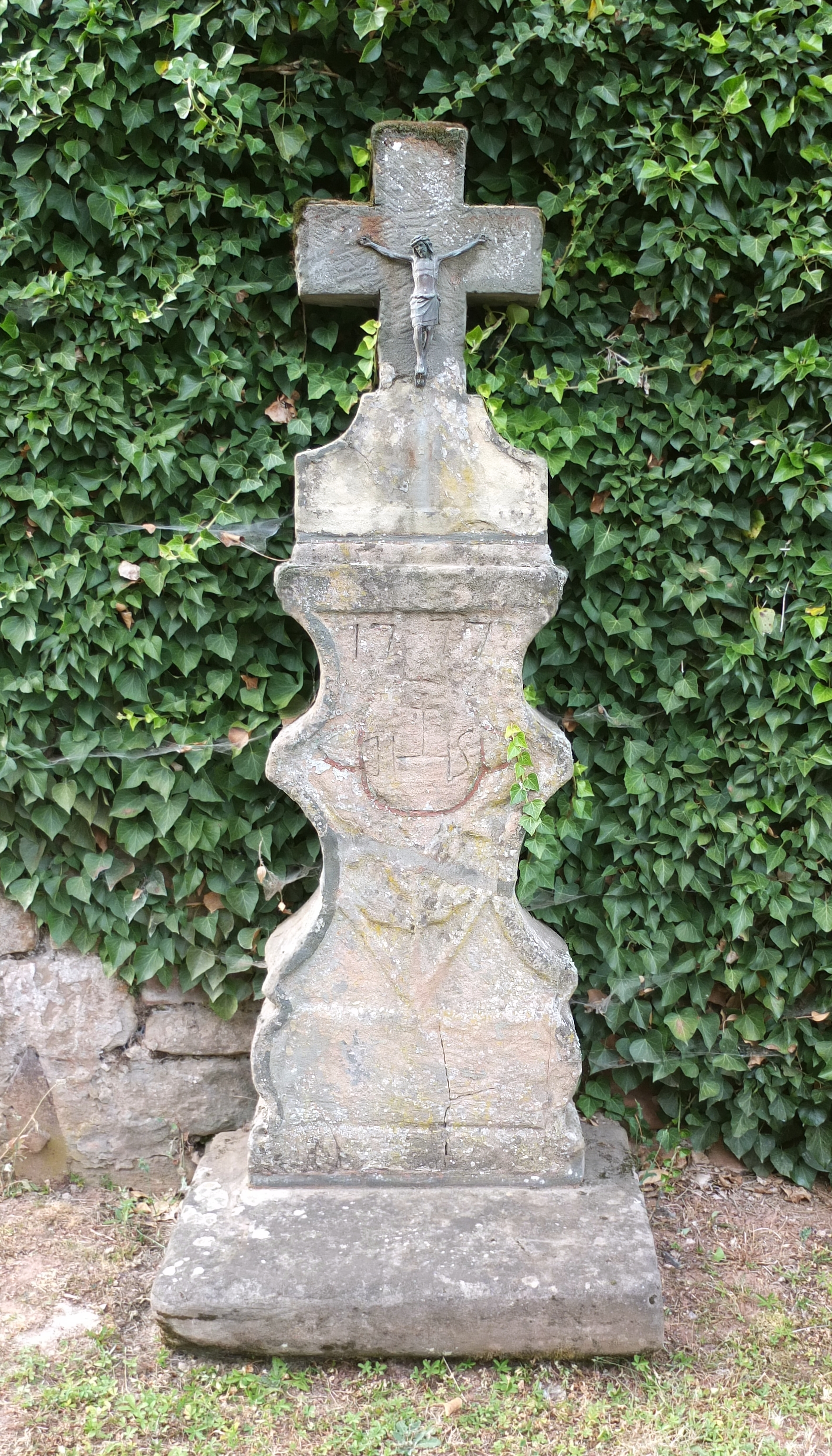
Wegekreuz (1777) im Wiesenweg
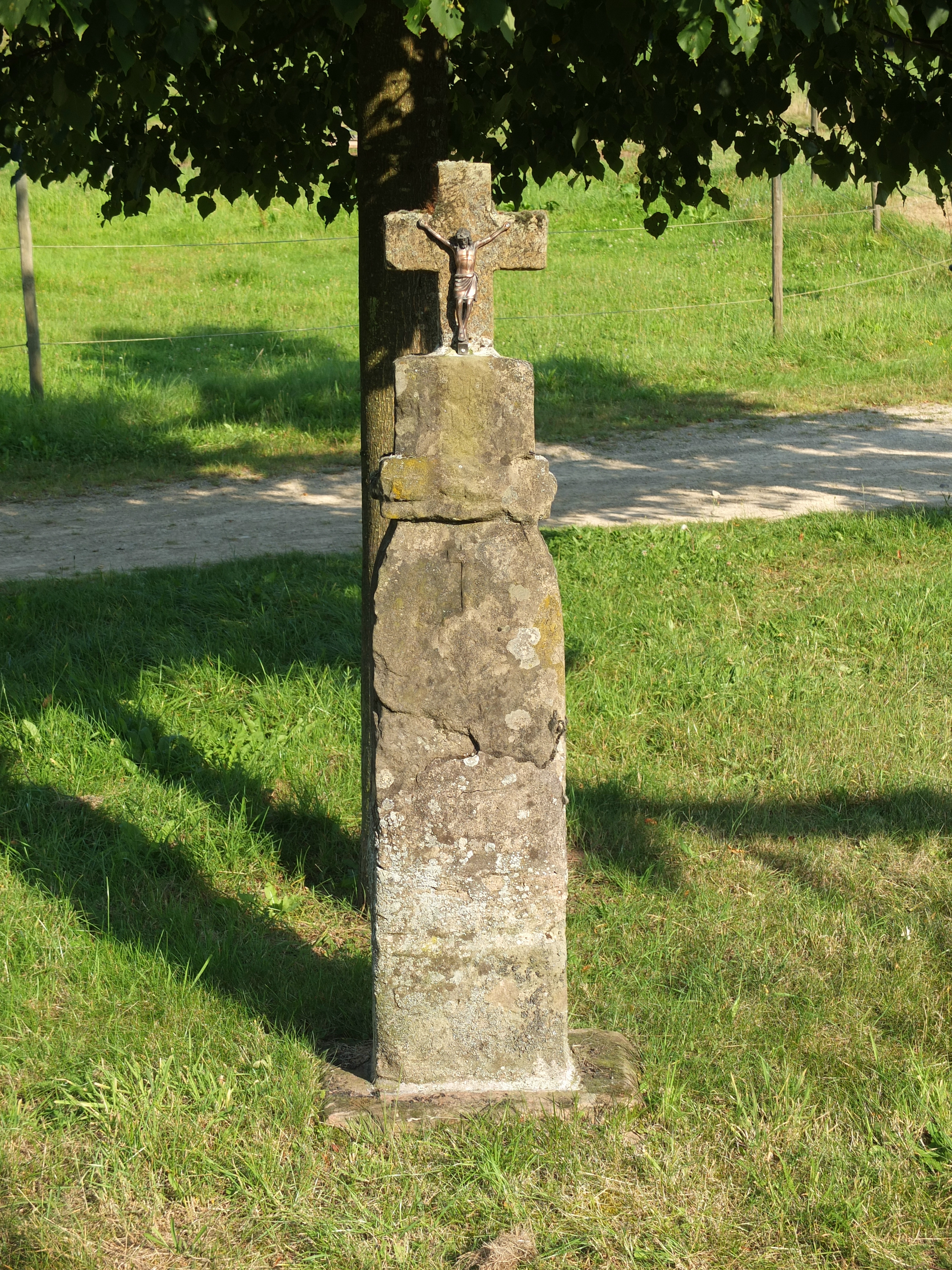
Wegekreuz an der K112
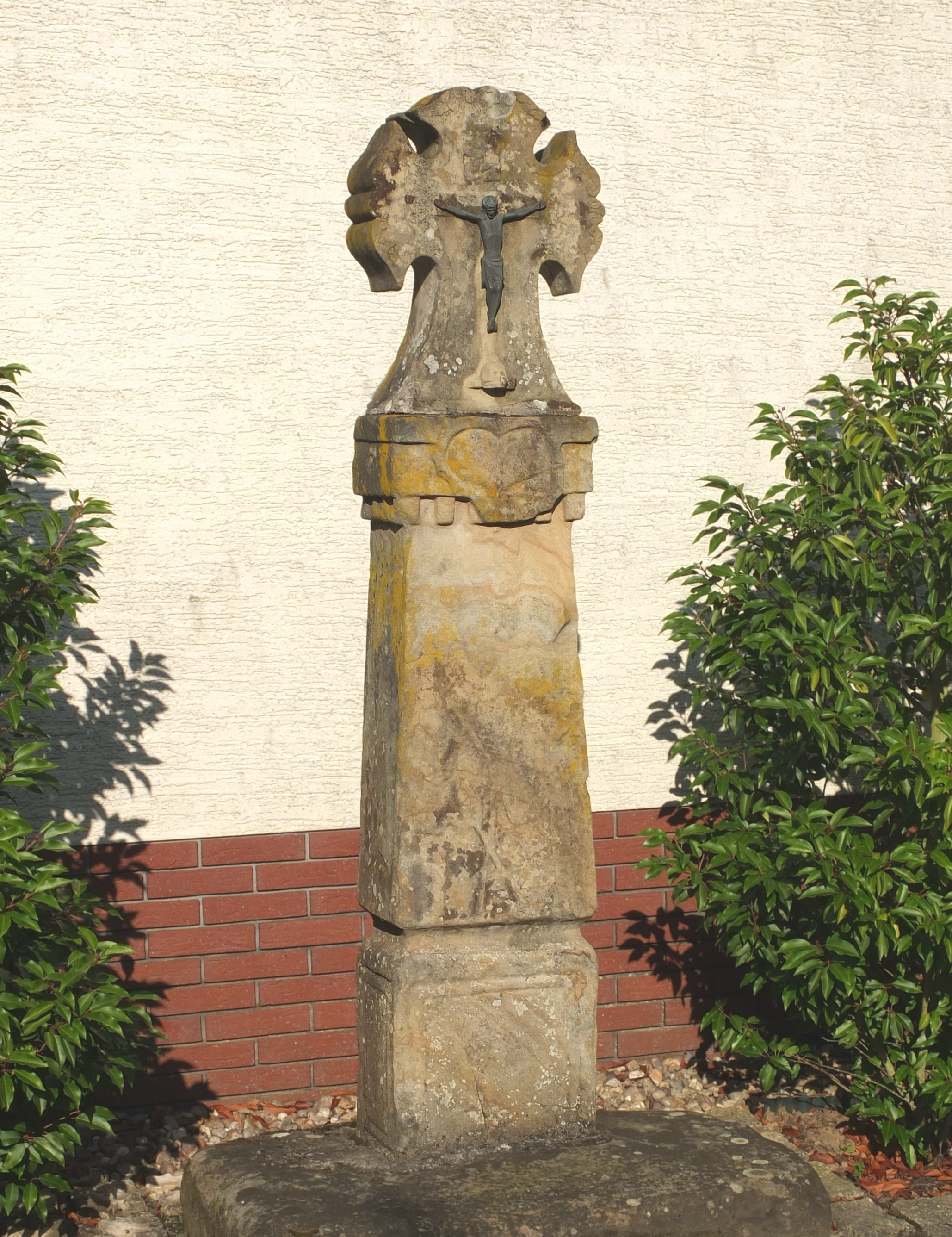
Wegekreuz Ecke Hauptstraße / Wiesenweg
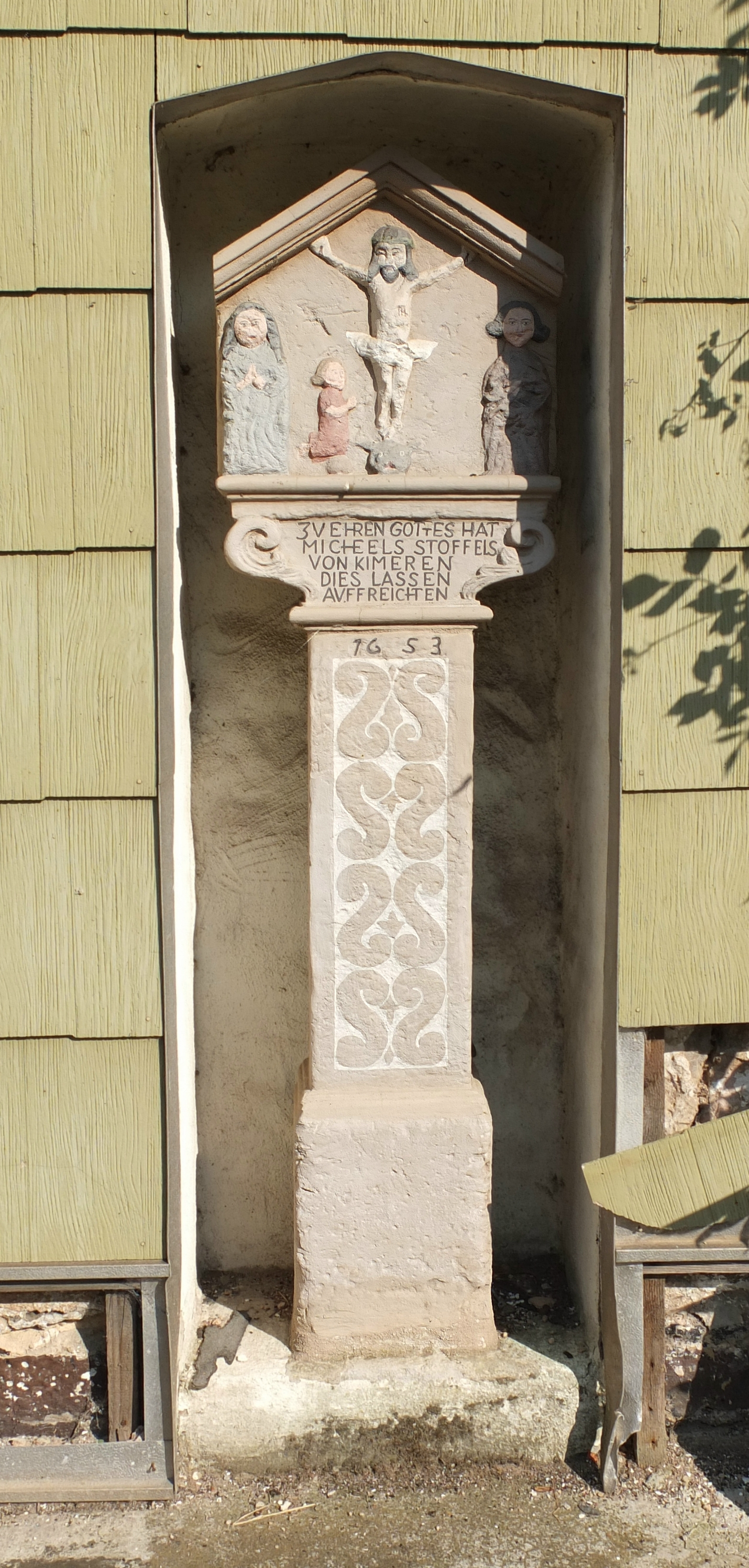
Bildstock (1653) in Kümmern